# Regina Smendzianka
Regina Smendzianka (ur. 9 października 1924 w Toruniu, zm. 14 września 2011 w Warszawie) – polska pianistka i pedagog.

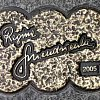
Uhonorowanie Reginy Smendzianki w Alei Gwiazd w Toruniu

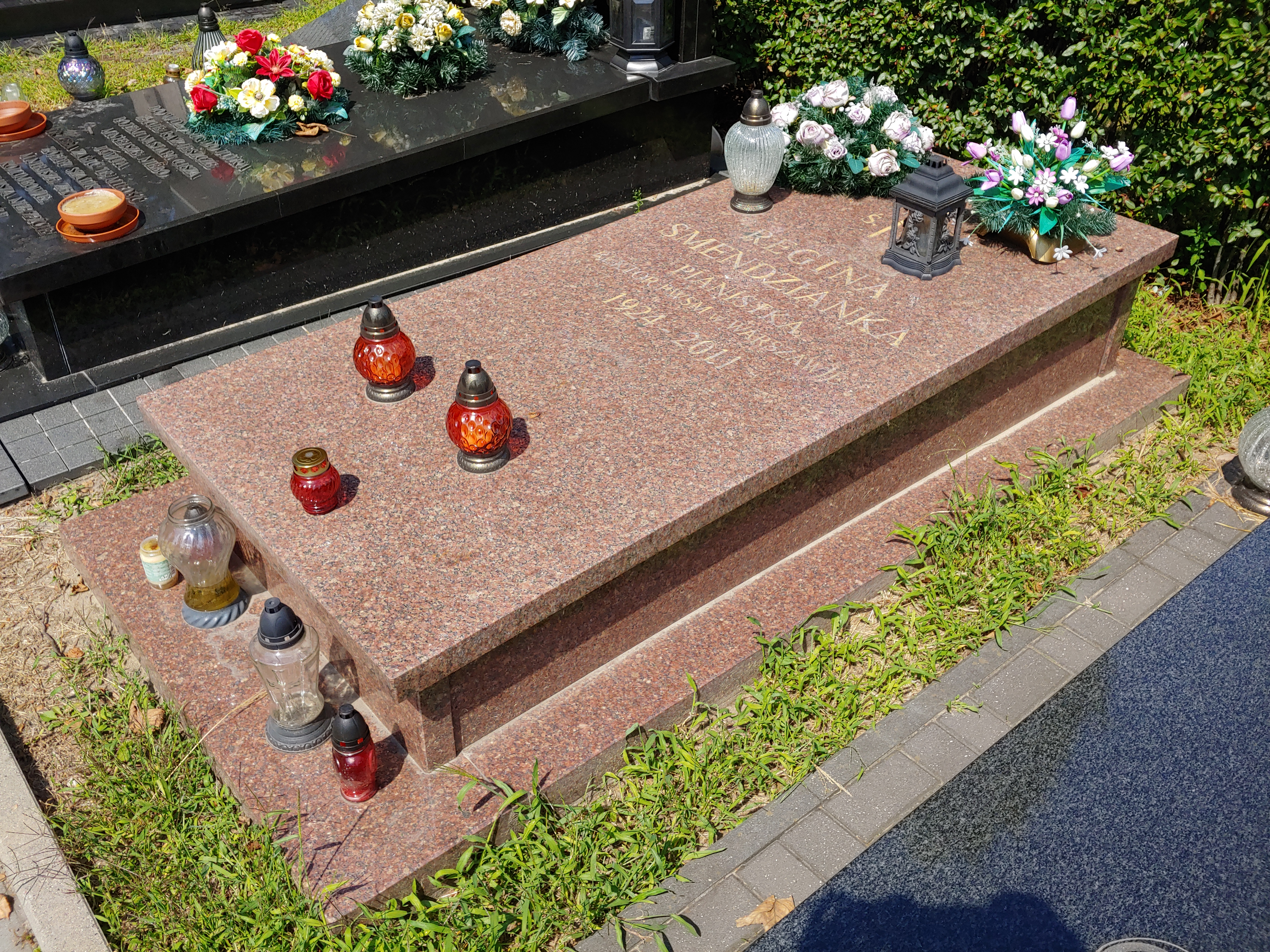
Grób Reginy Smendzianki na cmentarzu Wojskowym na Powązkach w Warszawie

## Wykształcenie
Urodziła się w rodzinie muzyków amatorów. Naukę gry na fortepianie rozpoczęła w roku 1928. Następnie podjęła naukę pianistyki u Marii Drzewieckiej w Konserwatorium Pomorskiego Towarzystwa Muzycznego w Toruniu (1930), a później u Henryka Sztompki, ucznia I.J. Paderewskiego, w tymże samym Konserwatorium (1936–1939). Na konkursie Młodych Talentów w Warszawie uzyskała nagrodę i dyplom honorowy (1934). Pierwszy publiczny występ z orkiestrą dała w Toruńskim Teatrze Miejskim (1938). Po wojnie kontynuowała naukę w klasie Henryka Sztompki, ale już w Państwowej Wyższej Szkole Muzycznej w Krakowie (1945–1948), którą ukończyła z najwyższym odznaczeniem. W latach 1950–1955 doskonaliła swoje umiejętności pianistyczne u Zbigniewa Drzewieckiego.

## Kariera
Pierwszy koncert w zawodowej karierze pianistycznej wykonała w Filharmonii Krakowskiej pod dyrekcją Jana Krenza (28 marca 1947). W 1949 roku otrzymała XI nagrodę na IV Międzynarodowym Konkursie Pianistycznym im. Fryderyka Chopina w Warszawie. Po roku 1955 podjęła intensywną działalność koncertową. Występowała w ponad 50 krajach Europy, Ameryki Północnej i Południowej oraz Bliskiego i Dalekiego Wschodu. W latach 1953–1962 odbyła liczne tournée z wieloma orkiestrami krajowymi, spośród których należy wymienić Filharmonię Narodową, Wielką Orkiestrę Symfoniczną Polskiego Radia, orkiestrę Filharmonii Pomorskiej. Towarzyszyli jej tacy mistrzowie batuty, jak: Josif Conta, Ogan Durian, George Georgescu, Alois Klíma, Kiriłł Kondraszyn, Carlo Zecchi oraz prawie wszyscy krajowi dyrygenci.
Brała udział w międzynarodowych festiwalach muzycznych w Anglii, Bułgarii, dawnej Czechosłowacji, Holandii, dawnej Jugosławii, Niemczech, Rumunii, Japonii oraz w Polsce: w Międzynarodowym Festiwalu Muzyki Współczesnej „Warszawska Jesień”, Festiwalu Pianistyki Polskiej w Słupsku, Festiwalu Chopinowskim w Dusznikach, Festiwalu Muzyki Polskiej w Bydgoszczy, Festiwalu Chopinowskim w Antoninie, w Dniach Krakowa.
Była jurorem krajowych i zagranicznych konkursów pianistycznych (Moskwa, Salerno, Tokio), w tym VIII, X, XIII i XIV Międzynarodowego Konkursu Pianistycznego im. Fryderyka Chopina w Warszawie (1970, 1980, 1995, 2000) oraz w bydgoskim Międzynarodowym Konkursie Pianistycznym im. Ignacego Jana Paderewskiego.
W 2005 roku została uhonorowana w toruńskiej Alei Gwiazd, gdzie na Rynku Staromiejskim odsłoniła trzecią z serii „katarzynek” – podpisy słynnych torunian.
Zmarła w Warszawie, pochowana na cmentarzu Wojskowym na Powązkach (kwatera D29-tuje-9).

## Repertuar
W zróżnicowanym repertuarze Reginy Smendzianki, pod względem gatunków i form muzyki fortepianowej, największe znaczenie miała twórczość Fryderyka Chopina, której – obok realizacji koncertowej – poświęciła od 1969 roku wiele wykładów i kursów interpretacyjnych w kraju i za granicą, m.in. w Warszawie, Weimarze, Berlinie, Tampere, Odense, Caracas, Meksyku, Tokio.
Szczególne miejsce w jej repertuarze zajmuje polska muzyka XIX stulecia doby przedchopinowskiej, jak również i współczesna wieku XX. Wykonywała, nagrywała i opracowywała do wydania zapomniane utwory kompozytorów polskich: Marii Szymanowskiej, Franciszka Lessla, Feliksa Janiewicza, Jana Podbielskiego, Michała Ogińskiego, Józefa Krogulskiego, Stanisława Moniuszki, Juliusza Zarębskiego, Karola Szymanowskiego, Ignacego Jana Paderewskiego, Eugeniusza Pankiewicza, Henryka Melcera-Szczawińskiego, Juliusza Wertheima, Zygmunta Stojowskiego, Maurycego Moszkowskiego. Z kompozytorów współczesnych między innymi: Artura Malawskiego, Romana Palestry, Grażyny Bacewicz (10 etiud, II Sonata fortepianowa, dedykowany Reginie Smendziance Mały tryptyk i in.), Tadeusza Bairda, Juliusza Łuciuka, Krzysztofa Meyera i Witolda Lutosławskiego.

## Działalność pedagogiczna
W 1964 roku Regina Smendzianka rozpoczęła działalność pedagogiczną w Państwowej Wyższej Szkole Muzycznej w Krakowie (do 1968). Pracę tę kontynuowała od roku 1966 w Państwowej Wyższej Szkole Muzycznej (obecnie: Uniwersytet Muzyczny Fryderyka Chopina – poprzednio Akademia Muzyczna im. Fryderyka Chopina) w Warszawie na stanowisku docenta. Do emerytury (1996) prowadziła klasę fortepianu, kierując jednocześnie od roku 1972 II Katedrą Fortepianu. W latach 1972–1973 pełniła funkcję rektora. Z tytułów akademickich uzyskała: profesora nadzwyczajnego (1977), profesora zwyczajnego (1985), profesora honorowego Akademii Muzycznej w Warszawie (1997), doctora honoris causa tejże Uczelni (2002). Wykładała między innymi w Danii, Finlandii, Meksyku, Japonii, Wenezueli.
Wykształciła ponad 70 pianistów, wśród jej uczniów są między innymi: Andrzej Dutkiewicz, Elżbieta Karaś-Krasztel, Jesús María Figueroa, Maria Korecka, Ewa Kupiec, Elżbieta Tarnawska, Maciej Grzybowski, Nina Drath, Yumi Toyama, Sławomir Dobrzański, Adam Aleksander, Kazimierz Brzozowski, Moto Harada. W roku 1988 Regina Smendzianka powołała do życia własną fundację („Fundacja Reginy Smendzianki”) wspierającą młodych polskich pianistów.
Była autorką publikacji i artykułów prasowych z zakresu pianistyki i interpretacji fortepianowej opublikowanych w Polsce, Stanach Zjednoczonych i Japonii. Była wieloletnim redaktorem naukowym wydawnictwa Akademii Muzycznej im. F. Chopina – Zeszyt Naukowy. W roku 2000 ukazała się jej książka: Jak grać Chopina – próba odpowiedzi, wydana staraniem Międzynarodowej Fundacji im. Fryderyka Chopina. W 2005 została również opublikowana druga część pt.: Jak grać Chopina – próba odpowiedzi. Utwory na fortepian z orkiestrą.
Regina Smendzianka była członkiem wielu stowarzyszeń muzycznych krajowych i zagranicznych. Była między innymi wiceprezesem Towarzystwa im. Fryderyka Chopina (od 1984) oraz wiceprezesem Stowarzyszenia Polskich Artystów Muzyków (od 1981). 

## Dyskografia
Dokonała wielu nagrań w takich firmach fonograficznych, jak: Camden, CNR Holland, Deutsche Grammophon, Polskie Nagrania, Pony Canyon, RCA Italiana, Schwann. Utrwaliła na nich utwory Grażyny Bacewicz, Johanna Sebastiana Bacha, Fryderyka Chopina, Césara Francka, Jeana Françaix, Juliusza Łuciuka, Artura Malawskiego, Stanisława Moniuszki, Wolfganga Amadeusa Mozarta, Ignacego Jana Paderewskiego, Franza Schuberta.

### Płyty winylowe
Muza SX
- Fryderyk Chopin – (Dzieła wszystkie), strona A: Walce Es-dur op. 18, As-dur op. 34 nr 1, a-moll op. 34 nr 2, F-dur op. 34 nr 3, As-dur op. 42, strona B: Des-dur op. 64 nr 1, cis-moll op. 64 nr 2, As-dur op. 64 nr 3, As-dur op. 69 nr 1, h-moll op.69 nr 2, Ges-dur op. 70 nr 1, f-moll op. 70 nr 2, Des-dur op. 70 nr 3; Muza SX 0068.
- Fryderyk Chopin – (Dzieła wszystkie), strona A/B: Koncert fortepianowy f-moll op. 21, strona B: Berceuse Des-dur op. 57, Tarantella As-dur op. 43; 3 Ecossaises op. 72; 2 Waltzes op. posth.: a-moll, Es-dur. Orkiestra Symfoniczna Filharmonii Narodowej, dyr. Witold Rowicki; Muza SX 0069.
- Fryderyk Chopin – (Dzieła wszystkie), strona B: 2 Waltzes op. posth.: e-moll, E-dur; Muza SX 0080.
- Artur Malawski, strona a: Etiudy symfoniczne na fortepian i orkiestrę. Orkiestra Symfoniczna Filharmonii Narodowej, dyr. Stanisław Wisłocki; Muza SX 0171.
- (Moniuszko – Utwory fortepianowe i kwartet smyczkowy), strona a: Polonez nr 2, Polonez nr 3, Walc nr 1, Walc nr 2, Walc nr 3, Polka, Kołysanka, Polka „Daniel”; Muza SX 0546.
- (Grażyna Bacewicz), strona A: II Sonata na fortepian, Mały tryptyk; strona B: Etiudy na fortepian; Muza SX 0977.
- (Muzyka : Płytoteka dla powszechnej szkoły średniej – klas III), strona A: K. Serocki: Oberek; Z. Stojowski: Wizja taneczna; R. Palester: Pociąg towarowy; C. Debussy: Serenada lalki; R. Schumann: Dziecko zasypia, Gdy mówi poeta, Baśń zimowa; F. Chopin: Preludium h-moll op. 28 nr 6, Mazurek D-dur op. 33 nr 3, Walc Des-dur op. 64 nr 1; F.P. Schubert: Walc As-dur op. 9a nr 1 i 2; Muza SX 1723.
- Fryderyk Chopin – (Dzieła wszystkie) Polonezy młodzieńcze, strona a: Polonez g-moll (1817), Polonez B-dur (1817), Polonez As-dur (1821), strona b: Polonez gis-moll (1822), Polonez b-moll (1826), Polonez Ges-dur (1829); Muza SX 2001.
- Fryderyk Chopin – (Dzieła wszystkie), strona a: Polonez d-moll op. 71 nr 1, Polonez B-dur op. 71 nr 2, Polonez f-moll op. 71 nr 3; strona b: Impromptu As-dur op. 29, Impromptu Fis-dur op. 36, Impromptu Ges-dur op. 51, Fantazja-Impromptu cis-moll op.66; Muza SX 2008.
- (Muzycy 40-lecia vol. 1), strona A: F. Chopin: Walc e-moll op. posth., Walc E-dur op. posth; Muza SX 2207.
- Międzynarodowy Festiwal Muzyki Współczesnej „Warszawska Jesień” 1956-1981, strona A: A. Malawski: Etiudy symfoniczne na fortepian z orkiestrą. Orkiestra Symfoniczna Filharmonii Narodowej, dyr. Stanisław Wisłocki, Muza SX 2312.

Muza SXL
- (Franz Schubert), strona A: Sonata fortepianowa A-dur op.120, strona B: Moments musicaux op. 94; Muza SXL 0784.

Muza XL
- I.J. Paderewski, strona a: Fantazja polska na fortepian i orkiestrę op. 19, strona b: C. Franck: Wariacje symfoniczne na fortepian i orkiestrę. Orkiestra Symfoniczna Filharmonii Narodowej, dyr. Stanisław Wisłocki; Muza XL 0114.
- W.A. Mozart, strona a: Koncert fortepianowy c-moll KV 491, strona b: J.S. Bach: Koncert fortepianowy A-dur. Orkiestra Symfoniczna Filharmonii Narodowej, dyr. Stanisław Wisłocki; Muza XL 0115.
- (Polish preromantic – piano music), strona a: M.K. Ogiński: Polonez B-dur, Pięć tańców na fortepian; F. Janiewicz: Andante con variazioni; strona b: F. Lessel: Wariacje op. 15 nr 1; M. Szymanowska: Nokturn B-dur, Dwa mazurki nr 13 i 19, Polonez f-moll, Etiuda E-dur; Muza XL 0355.

Muza L
- Wychowanie muzyczne: Płytoteka dla 8-klasowej szkoły podstawowej. Klasa VI, strona a: J.S. Bach: Preludium C-dur; strona b: F. Chopin: Tańce szkockie op. 72; Muza L 0434.
- Wychowanie muzyczne: Płytoteka dla 8-klasowej szkoły podstawowej. Klasa VII, strona b: F. Chopin: Walc e-moll op. posth; Muza L 0438.
- Wychowanie muzyczne: Płytoteka dla 8-klasowej szkoły podstawowej. Klasa VIII, strona a: J.S. Bach: Inwencje dwugłosowe a-moll, B-dur; Muza L 0446.

### Płyty kompaktowe
Polskie Nagrania
- Fryderyk Chopin – (Dzieła wszystkie) Polonezy młodzieńcze: g-moll (1817), B-dur (1817), As-dur (1821), gis-moll (1822), b-moll (1826), d-moll op. 71 nr 1, B-dur op. 71 nr 2, Ges-dur (1829), f-moll op. 71 nr 3; PNCD 012.
- Fryderyk Chopin – (Dzieła wszystkie) Walce: Es-dur op. 18, As-dur op. 34 nr 1, a-moll op. 34 nr 2, F-dur op. 34 nr 3, As-dur op. 42, Des-dur op. 64 nr 1, cis-moll op. 64 nr 2, As-dur op. 64 nr 3, As-dur op. 69 nr 1, h-moll op.69 nr 2, Ges-dur op. 70 nr 1, f-moll op. 70 nr 2, Des-dur op. 70 nr 3, a-moll [op. posth.], Es-dur [op. posth.], e-moll op. posth, E-dur op. posth., As- dur op. posth., Es-dur op. posth; PNCD 302.
- Fryderyk Chopin – (Dzieła wszystkie) Koncerty: e-moll op. 11, f-moll op. 21; PNCD 305.
- Fryderyk Chopin – (Dzieła wszystkie) Nokturny: Berceuse op. 57; PNCD 307A.
- Fryderyk Chopin – (Dzieła wszystkie) Drobne utwory: Tarantela As-dur op. 43, 3 Ecossaises op. 72; PNCD 311.

Inni wydawcy
Polskie Radio
- Muzyka polska – Od Bogurodzicy do Pendereckiego (Epoka romantyzmu. Chopin). Maria Szymanowska: 6 mazurków.

## Ważniejsze publikacje
- Jak grać Chopina. „Polska” 1973 nr 1.
- Wstęp. Regina Smendzianka, [w:] Żelazowa Wola, Edward Hartwig. Warszawa 1975.
- Zbigniewa Drzewieckiego szkoła talentów i laureatów. [w:] Z prac II Katedry Fortepianu. Warszawa : Akademia Muzyczna im. F. Chopina, 1981 s. 7–20 (Zeszyt Naukowy, nr 7).
- Z prac II Katedry Fortepianu. [Materiały z Seminarium Chopinowskiego, zorganizowanego przez II Katedrę Fortepianu, które odbyło się w Akademii Muzycznej w Warszawie w dniach 15 i 16 października 1979 r.]; red. Regina Smendzianka. Warszawa 1981 (Zeszyt Naukowy, nr 7).
- H. Sztompka. Artysta. Człowiek. Styl wykonawczy. Metoda pedagogiczna. [w:] Z prac II Katedry Fortepianu. Warszawa : Akademia Muzyczna im. F. Chopina, 1985 s. 7–33 (Zeszyt Naukowy, nr 13).
- Z Malawskim przy fortepianie. Ruch Muzyczny 1997 nr 26 s. 11–14.
- Kilka refleksji po XIII Międzynarodowym Konkursie Pianistycznym im. F. Chopina w Warszawie. [w:] Rocznik Chopinowski t. 22/23 : 1996/1997 s. 395–397.
- Sztuka interpretacji muzyki Chopina. [w:] Dzieło Chopina jako źródło inspiracji wykonawczych : księga międzynarodowej konferencji naukowej : Warszawa 24.02 – 28.02.1999. Warszawa, 1999 s. 159–176.
- Sztuka interpretacji w wykonawstwie muzycznym. [w:] Z prac II Katedry Fortepianu. Warszawa : Akademia Muzyczna im. F. Chopina, 1999 s. 7–16 (Zeszyt Naukowy, nr 44).
- Jak grać Chopina – próba odpowiedzi. Regina Smendzianka; red. Wojciech Nowik, Międzynarodowa Fundacja im. Fryderyka Chopina, Warszawa 2000; ISBN 83-913493-0-6.
- Refleksje po XIV Międzynarodowym Konkursie Pianistycznym im. Fryderyka Chopina w Warszawie. Rocznik Chopinowski t. 24/25 : 2001 s. 317–320.
- Przekraczać granice tajemnicy piękna... [fragm. przem.]  Ruch Muzyczny 2002 nr 10 s. 8–9.
- Ruhe yanzou Xiaobang : huida wenti de changshi. Beijing [Pekin] 2003; ISBN 7-5059-4194-1. Tytuł oryginału: Jak grać Chopina – próba odpowiedzi.
- Jak grać Chopina – próba odpowiedzi. Utwory na fortepian z orkiestrą. Regina Smendzianka; red. Wojciech Nowik, Międzynarodowa Fundacja im. Fryderyka Chopina, Warszawa 2005; ISBN 83-913493-0-6.
- O Festiwalu „Od Chopina do Góreckiego” mówi Regina Smendzianka. Ruch Muzyczny 2008 nr 17/18 s. 28.

## Opracowania
- Feliks Janiewicz: Wariacje „Hope told a flattering tale”; oprac. Regina Smendzianka. Kraków, 1985.
- Józef Krogulski: Dwa mazurki; oprac. Regina Smendzianka. Kraków, 1985.
- Michał Ogiński: Pięć tańców na fortepian; red. Regina Smendzianka; koment. Igor Bełza. Kraków, 1981.
- Maria Szymanowska: Pięć tańców na fortepian; red. Regina Smendzianka. Kraków, 1985.

## Ordery i odznaczenia
- Krzyż Komandorski z Gwiazdą Orderu Odrodzenia Polski (2004, za wybitne zasługi dla kultury polskiej)[5][6]
- Order Sztandaru Pracy I klasy
- Order Sztandaru Pracy II klasy
- Krzyż Oficerski Orderu Odrodzenia Polski
- Krzyż Kawalerski Orderu Odrodzenia Polski
- Medal 40-lecia Polski Ludowej (1984)[7]
- Złoty Medal „Zasłużony Kulturze Gloria Artis” (2006)[8]
- Odznaka „Zasłużony Działacz Kultury”
- Medal „Polonia Mater Nostra Est” (2001)
- Prymasowski Medal Złoty - „Ecclesiae Populoque Servitium Praestanti” (2005)
- Medal „Za zasługi w rozwoju współpracy kulturalnej między Polską a Związkiem Radzieckim” (przyznany przez ZG TPPR, 1974)[9]
- Honorowa odznaka Związku Kompozytorów Polskich (1972, za zasługi w propagowaniu współczesnej muzyki polskiej)
- Złota Odznaka „Za Pracę Społeczną dla miasta Krakowa” (1965)[10]

## Nagrody
- Nagroda Miasta Krakowa (1961)
- Nagrody resortowe III stopnia (1965), I stopnia (1977), II stopnia (1979, zespołowa)